# Gravallius
Gravallius är en svensk släkt.

## Kända medlemmar
- Daniel Ehrenfried Gravallius
- Lars Christian Gravallius
- Wilhelmina Gravallius